# Abd al-Aziz (al-Andalus)
Abd al-Aziz ibn Musa (arabisch عبد العزيز بن موسى, DMG ʿAbd al-ʿAzīz b. Mūsā) († März 716) war der erste Statthalter des muslimischen Umayyaden-Reiches im spanischen Al-Andalus in den Jahren 714–716.

## Leben
Abd al-Aziz war ein Sohn des arabischen Heerführers und Statthalters der nordafrikanischen Provinz Ifrīqiya, Musa ibn Nusayr. Im Jahre 711 begann auf der Iberischen Halbinsel die Eroberung des Westgotenreiches durch die Muslime. Zunächst erfolgte der Vorstoß unter der Führung von Tariq ibn Ziyad, der die Goten in der Schlacht am Río Guadalete besiegte. 712 übernahm Musa ibn Nusayr, der von seinem Sohn Abd al-Aziz begleitet wurde, die Führung der muslimischen Invasion. Nach der Einnahme Sevillas schritt er an die Belagerung von Mérida. Während seiner Abwesenheit revoltierte Sevilla, doch konnte Abd al-Aziz den Aufstand unterdrücken.
In der Folge zog Abd al-Aziz in den Osten Spaniens und bekämpfte Teudemir, den westgotischen dux im Südosten der Carthaginensis (einer Region um Murcia). Teudemir wurde schließlich in Orihuela eingeschlossen und soll einem legendären Bericht zufolge die Frauen der Stadt in Männerkleidung und voller Bewaffnung entlang der Stadtmauer Aufstellung haben beziehen lassen, um die Araber über die geringe Zahl der Verteidiger zu täuschen, was gelungen sei; so habe er den Abschluss eines günstigen Friedensvertrags erreicht. Der mehr oder weniger authentische Text dieses im April 713 unterzeichneten Vertrags zwischen Abd al Aziz und Teudemir blieb in mindestens drei voneinander unabhängigen Quellen erhalten. Demnach wurde Teudemir im Besitz der Städte Orihuela, Baltana, Alicante, Mula, Villena, Lorca und Ello bestätigt. Ferner wurden die Sicherheit seiner Untertanen und ihres Eigentums sowie freie Religionsausübung versprochen und eine Bestandsgarantie christlicher Kirchen gegeben. Im Gegenzug musste sich Teudemir u. a. dazu verpflichten, die arabische Oberhoheit anzuerkennen, keine Gegner von Abd al-Aziz aufzunehmen und einen jährlichen Tribut zu entrichten. Teudemir begab sich persönlich nach Damaskus und erlangte vom Kalifen die Bestätigung dieses Übereinkommens.
Nachdem Musa ibn Nusayr und Tariq ibn Ziyad in den Norden Spaniens vorgedrungen waren und große Teile des Landes unter ihre Kontrolle gebracht hatten, wurden sie trotz (oder wegen) ihres Erfolges durch den Kalifen Al-Walid I. von ihrem Kommando abberufen. Bevor Musa ibn Nusayr Spanien verließ und nach Damaskus ging, machte er seinen Sohn Abd al-Aziz im Jahre 714 zum Statthalter des eroberten Spaniens, das die Bezeichnung al-Andalus erhielt.
Abd al-Aziz wählte das südspanische Sevilla zu seiner Residenz. Laut einem Überlieferungsstrang war es unter seiner Herrschaft, dass Teile des heutigen Portugals einschließlich der Städte Évora, Santarém und Coimbra sowie ein Teil des im Norden der Iberischen Halbinsel gelegenen Pyrenäen-Gebiets von den Arabern unterworfen wurden. Der Statthalter förderte auch Heiraten zwischen den muslimischen Eroberern und westgotischen Frauen, da weder arabische noch berberische Frauen mit dem Invasionsheer nach al-Andalus gezogen waren.
Um seine Macht zu festigen, heiratete Abd al-Aziz selbst Egilo, die Witwe des 711 in der Schlacht am Rio Guadalete gefallenen Westgotenkönigs Roderich. Sein Ziel war, sich vom Kalifen faktisch unabhängig zu machen und eine eigenständige Herrschaft über al-Andalus zu begründen. In dieser Absicht wurde er von Egilo bestärkt, die ihn angeblich dazu überredete, sich eine Krone aufs Haupt zu setzen. Die Ehe mit der Königswitwe sollte dazu dienen, ihm die Loyalität der christlichen Bevölkerung zu verschaffen. Der Plan scheiterte jedoch, da Abd al-Aziz im März 716 während des Gebets im damals als Moschee genutzten, nahe Sevilla gelegenen Kloster Santa Rufina ermordet wurde. Gemäß gewissen Traditionen wäre dieses Attentat wegen Abd al-Aziz’ Unabhängigkeitsstreben direkt auf Befehl des umayyadischen Kalifen Sulaimān erfolgt; der Kopf des getöteten Statthalters sei unverzüglich nach Damaskus gesandt worden.